# باشگاه فوتبال تاج تهران در فصل ۵۳–۱۳۵۲
فصل ۵۳–۱۳۵۲ بیست‌ونهمین سال فعالیت باشگاه تاج تهران بود. در این فصل دومین دورهٔ جام تخت جمشید برگزار گردید و تاج که در دورهٔ گذشته به نایب قهرمانی رسیده بود، توانست عنوان قهرمانی مسابقات را از آن خود کند. آبی‌پوشان این قهرمانی را مدیون نتایج درخشان خود در نیم‌فصل اول مسابقات بودند.

## مرور فصل

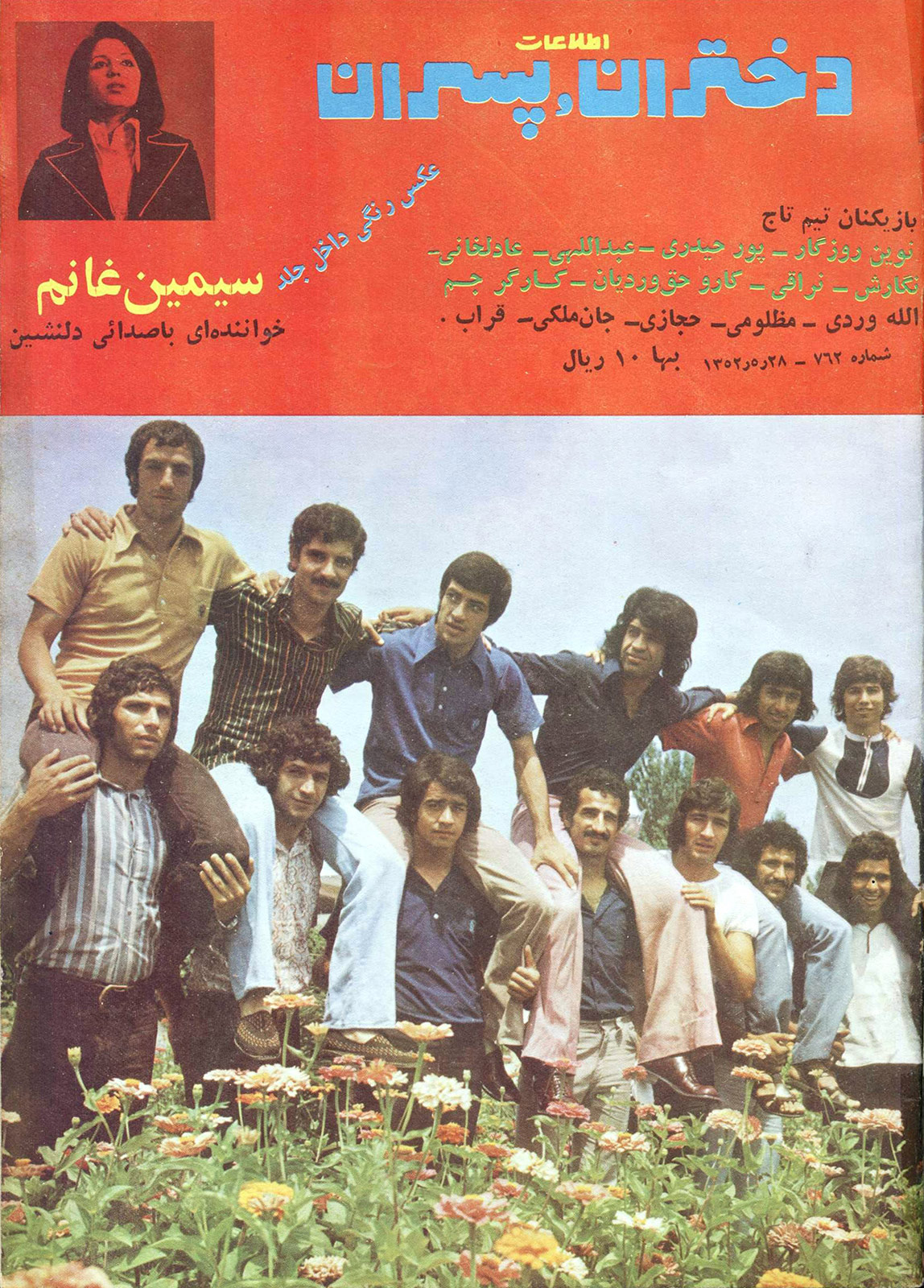
بازیکنان تیم تاج، روی جلد شمارهٔ ۷۶۲ مجلهٔ اطلاعات دختران و پسران ایستاده از چپ: عباس نوین روزگار، منصور پورحیدری، نصرالله عبداللهی، محمدرضا عادلخانی، حسن نگارش، هادی نراقی نشسته از چپ: کارو حق‌وردیان، اکبر کارگرجم، جواد الله‌وردی، غلامحسین مظلومی، ناصر حجازی، عزت‌الله جان‌ملکی، جواد قراب

دومین دورهٔ لیگ تخت جمشید از ۱۷ اسفند ۱۳۵۲ آغاز شد و تا ۲۷ آذر ۱۳۵۳ ادامه یافت. این نخستین فصلی بود که مسابقات لیگ سراسری فوتبال ایران از پایان زمستان آغاز می‌شد. در فصل‌های بعد نیز این روند تداوم پیدا کرد و شروع مسابقات در اسفند ماه به عنوان ویژگی تقویم لیگ‌های تخت جمشید تثبیت گردید. در این دوره نیز همچون دورهٔ اول ۱۲ تیم شرکت داشتند و تیم‌های هما و سپاهان نام‌های تازه‌راه‌یافته به لیگ دسته اول فوتبال ایران بودند. ترکیب اصلی تاج نسبت به فصل گذشته تغییر چندانی نداشت و عمدهٔ بازیکنان نام‌دار و ملی‌پوش باشگاه حفظ شده بودند. مسعود معینی، جواد الله‌وردی، حمید سه‌برادران، علی رحمانی و همایون مشتری از فهرست تیم خارج شده و جوانانی چون آندرانیک اسکندریان، حجت‌الله خاکسار تهرانی و فرامرز کردستانی یاران تازه‌وارد تاج بودند. تاج که نخستین دورهٔ لیگ تخت جمشید را با نایب قهرمانی به پایان رسانده بود، با هدف قهرمانی وارد مسابقات شد و لیگ را با ۱۰ پیروزی و یک تساوی در ۱۱ بازی اول بسیار توفانی آغاز کرد. تنها تساوی تاج در نیم‌فصل نخست بازی‌ها در برابر صنعت نفت آبادان رقم خورد. شروع تاج در این فصل به گونه‌ای بود که افت تیم در نیم‌فصل دوم (کسب ۵ پیروزی، ۲ تساوی و ۴ باخت) نیز خللی در صدرنشینی آبی‌پوشان وارد نکرد. در پایان لیگ تاج با ۳۳ امتیاز از ۲۲ بازی بالاتر از تیم‌های پرسپولیس و هما (گارد) قرار گرفت و جام تخت جمشید را از آن خود کرد.

## تیم اصلی
| شماره       | نام                   | ملیت                                             | پُست                     | تاریخ تولد (سن)          | باشگاه پیشین    |             |             |
| دروازه‌بان‌ها | دروازه‌بان‌ها           | دروازه‌بان‌ها                                      | دروازه‌بان‌ها             | دروازه‌بان‌ها              | دروازه‌بان‌ها     | دروازه‌بان‌ها | دروازه‌بان‌ها |
| ----------- | --------------------- | ------------------------------------------------ | ----------------------- | ------------------------ | --------------- | ----------- | ----------- |
| ۱           | منصور رشیدی           | ایران                                            | دروازه‌بان               | ۹ تیر ۱۳۲۶ (۲۶ سال)      | دیهیم تهران     |             |             |
| ۲۰          | ناصر حجازی            | ایران                                            | دروازه‌بان               | ۲۳ آذر ۱۳۲۸ (۲۴ سال)     | نادر تهران      |             |             |
|             | حجت‌الله خاکسار تهرانی | ایران                                            | دروازه‌بان               | ۱۳۳۴ (۱۹ سال)            | جوانان تاج      |             |             |
| خط دفاع     |                       |                                                  |                         |                          |                 |             |             |
|             | منصور پورحیدری        | ایران                                            | دفاع راست               | ۶ بهمن ۱۳۲۴ (۲۸ سال)     | دارایی          |             |             |
|             | اکبر کارگرجم          | ایران                                            | دفاع وسط، دفاع جلوزن    | ۵ دی ۱۳۲۳ (۲۹ سال)       | راه‌آهن تهران    |             |             |
|             | عزت‌الله جان‌ملکی       | پرچم شاهنشاهی ایران (پیش از انقلاب ۱۳۵۷ خورشیدی) | مدافع                   | ۲۳ مرداد ۱۳۲۵ (۲۷ سال)   | پیکان تهران     |             |             |
|             | نصرالله عبداللهی      | ایران                                            | مدافع                   | ۱۰ مهر ۱۳۲۹ (۲۳ سال)     | راه‌آهن تهران    |             |             |
|             | سعید باغوردانی        | ایران                                            | مدافع                   |                          |                 |             |             |
|             | آندرانیک اسکندریان    | ایران                                            | هافبک                   | ۹ دی ۱۳۳۰ (۲۲ سال)       | آرارات تهران    |             |             |
| خط میانی    |                       |                                                  |                         |                          |                 |             |             |
| ۸           | علی جباری             | ایران                                            | هافبک                   | ۲۹ تیر ۱۳۲۵ (۲۷ سال)     | راه‌آهن تهران    |             |             |
|             | کارو حق‌وردیان         | ایران                                            | هافبک وسط               | ۳ تیر ۱۳۲۵ (۲۷ سال)      | شعاع تهران      |             |             |
|             | جواد قراب             | ایران                                            | هافبک                   | ۸ مرداد ۱۳۲۸ (۲۴ سال)    | برق تهران       |             |             |
|             | حسن نگارش             | ایران                                            | هافبک                   |                          |                 |             |             |
|             | عباس نوین‌روزگار       | ایران                                            | هافبک دفاعی             |                          |                 |             |             |
|             | فرامرز کردستانی       | ایران                                            | هافبک                   |                          |                 |             |             |
|             | مهرداد زمان‌زاده       | ایران                                            | هافبک                   |                          |                 |             |             |
| خط حمله     |                       |                                                  |                         |                          |                 |             |             |
| ۹           | غلام‌حسین مظلومی       | ایران                                            | هافبک هجومی، مهاجم      | ۲۳ دی ۱۳۲۸ (۲۴ سال)      | تاج آبادان      |             |             |
| ۱۰          | حسن روشن              | ایران                                            | مهاجم نوک               | ۱۰ دی ۱۳۳۳ (۱۹ سال)      | جوانان تاج      |             |             |
| ۱۳          | مسعود مژدهی           | ایران                                            | هافبک هجومی، مهاجم کاذب | ۱۳۳۰ (۲۳ سال)            | پاس تهران       |             |             |
|             | محمدرضا عادلخانی      | ایران                                            | مهاجم (فوتبال)          | ۲۴ بهمن ۱۳۲۶ (۲۶ سال)    | کلافلد گایزواید |             |             |
|             | هادی نراقی            | ایران                                            | مهاجم                   | ۲۹ فروردین ۱۳۳۱ (۲۱ سال) | برق تهران       |             |             |
|             | پرویز مظلومی          | ایران                                            | مهاجم                   | ۲۶ شهریور ۱۳۳۳ (۱۹ سال)  |                 |             |             |

## باشگاه
| مالک              | پرویز خسروانی   |
| مدیر باشگاه       | پرویز شیخان     |
| سرپرست تیم فوتبال | پرویز کوزه‌کنانی |

| زمین بازی  | ورزشگاه امجدیه تهران (۳۰٬۰۰۰ / ۱۰۵x68m) |
| زمین تمرین |                                         |

## بازی‌ها

### لیگ تخت جمشید
منبع
      برد
      مساوی
      باخت
      به تعویق افتاده
| ۱۷ اسفند ۱۳۵۲ ۱ | تاج تهران             | ۲ – ۱      | ذوب‌آهن اصفهان   | تهران                                                     |
|                 | نراقی ۱۵' · جباری ۵۴' | دنیای ورزش | سیاوش حیدری ۱۶' | ورزشگاه: امجدیه تهران تماشاگران: ۱۲٬۰۰۰ داور: جعفر نامدار |

| ۲۷ اسفند ۱۳۵۲ ۲ | راه‌آهن تهران | ۰ – ۱      | تاج تهران                | تهران                                   |
|                 |              | دنیای ورزش | غ. مظلومی ۱۱ · نراقی ۲۹' | ورزشگاه: امجدیه تهران داور: منوچهر نظری |

| ۹ فروردین ۱۳۵۳ ۳ | تاج تهران     | ۱ – ۰      | بانک ملی تهران | تهران                                                         |
|                  | غ. مظلومی ۸۰' | دنیای ورزش |                | ورزشگاه: امجدیه تهران تماشاگران: حدود ۱۵٬۰۰۰ داور: محمد ریاحی |

| ۱۶ فروردین ۱۳۵۳ ۴ | آب و برق اهواز | ۰ – ۱       | تاج تهران    | اهواز                             |
|                   |                | بازی‌ها ۱۳۵۳ | عادلخانی ۶۶' | ورزشگاه: ولیعهد داور: جعفر نامدار |

| ۲۳ فروردین ۱۳۵۳ ۵ | تاج تهران | ۰ – ۰       | صنعت نفت آبادان | تهران                                 |
|                   |           | بازی‌ها ۱۳۵۳ |                 | ورزشگاه: امجدیه تهران داور: رضا حیدری |

| ۲۹ فروردین ۱۳۵۳ ۶ | عقاب تهران | ۰ – ۲      | تاج تهران                             | تهران                                                           |
|                   |            | دنیای ورزش | عادلخانی ۵۴' · جباری ۸۱' · نوین‌روزگار | ورزشگاه: امجدیه تهران تماشاگران: بیش از ۲۰٬۰۰۰ داور: محسن زمانی |

| ۵ اردیبهشت ۱۳۵۳ ۷ | تاج تهران                 | ۲ – ۱      | هما تهران     | تهران                                                    |
|                   | جباری ۱۸' · غ. مظلومی ۵۹' | دنیای ورزش | مهدی غزال ۶۸' | ورزشگاه: امجدیه تماشاگران: حدود ۲۵٬۰۰۰ داور: داوود حیدری |

| ۱۳ اردیبهشت ۱۳۵۳ ۸ | تاج تهران                 | ۲ – ۰      | سپاهان اصفهان | تهران                                                             |
|                    | غ. مظلومی ۳۴' · جباری ۶۷' | دنیای ورزش |               | ورزشگاه: امجدیه تهران تماشاگران: بیش از ۲۰٬۰۰۰ داور: جمشید اخباری |

| ۲۰ اردیبهشت ۱۳۵۳ ۹ | ملوان بندر پهلوی | ۰ – ۲      | تاج تهران                                           | بندر پهلوی                                                           |
|                    |                  | دنیای ورزش | حسن روشن ۲۰' · منوچهر ناوران ۶۸' (گل‌به‌خودی) · مژدهی | ورزشگاه: محمدرضا شاه پهلوی تماشاگران: بیش از ۸٬۰۰۰ داور: جعفر نامدار |

| ۲۶ اردیبهشت ۱۳۵۳ ۱۰ | تاج تهران     | ۱ – ۰      | پاس تهران | تهران                                                          |
|                     | غ. مظلومی ۷۰' | دنیای ورزش |           | ورزشگاه: امجدیه تهران تماشاگران: حدود ۲۵٬۰۰۰ داور: جعفر نامدار |

| ۵ مهر ۱۳۵۳ ۱۲ | ذوب‌آهن اصفهان | ۰ – ۲       | تاج تهران                                          | اصفهان                                                       |
|               |               | کیهان ورزشی | حق‌وردیان ۶۳' · مژدهی ۶۸' · عبداللهی · قراب · مژدهی | ورزشگاه: باغ همایون تماشاگران: بیش از ۷٬۰۰۰ داور: محمد صالحی |

| ۱۱ مهر ۱۳۵۳ ۱۳ | تاج تهران | ۱ – ۱       | راه‌آهن تهران   | تهران                                                            |
|                | جباری ۵۰' | کیهان ورزشی | کریم غیاثی ۹۰' | ورزشگاه: امجدیه تهران تماشاگران: نزدیک به ۱۰٬۰۰۰ داور: رضا حیدری |

| ۱۹ مهر ۱۳۵۳ ۱۴ | بانک ملی تهران     | ۱ – ۱       | تاج تهران | تهران                                                              |
|                | عباس رجبیه فرد ۴۶' | کیهان ورزشی | نراقی ۴۲' | ورزشگاه: امجدیه تهران تماشاگران: بیش از ۲۰٬۰۰۰ داور: مصطفی اعتمادی |

| ۲۸ مهر ۱۳۵۳ ۱۵ | تاج تهران | ۱ – ۰       | آب و برق اهواز | تهران                                                            |
|                | مژدهی ۶۸' | کیهان ورزشی |                | ورزشگاه: امجدیه تهران تماشاگران: بیش از ۱۰٬۰۰۰ داور: داوود حیدری |

| ۲ آبان ۱۳۵۳ ۱۶ | صنعت نفت آبادان                               | ۱ – ۲       | تاج تهران                                                          | آبادان                                                             |
|                | رحیم عبدی ۸۲' · رحیم عبدی '۸۳ · رمضان احمدپور | کیهان ورزشی | غ. مظلومی ۲۴' · نراقی ۷۶' (پنالتی) · عبداللهی '۸۳ · جانملکی · روشن | ورزشگاه: رضا پهلوی آبادان تماشاگران: حدود ۱۵٬۰۰۰ داور: منوچهر نظری |

| ۱۲ آبان ۱۳۵۳ ۱۷ | تاج تهران     | ۱ – ۲       | عقاب تهران              | تهران                                                             |
|                 | غ. مظلومی ۶۲' | کیهان ورزشی | فتاحی ۳۵' · وفاخواه ۷۴' | ورزشگاه: امجدیه تهران تماشاگران: نزدیک به ۲۰٬۰۰۰ داور: محسن زمانی |

| ۱۷ آبان ۱۳۵۳ ۱۸ | هما تهران          | ۱ – ۳       | تاج تهران                     | تهران                                                           |
|                 | عزیزی ۸' · نایب‌آقا | کیهان ورزشی | غ. مظلومی ۳'، ۷۰' · مژدهی ۷۵' | ورزشگاه: امجدیه تهران تماشاگران: بیش از ۳۰٬۰۰۰ داور: گوردون هیل |

| ۲۴ آبان ۱۳۵۳ ۱۹ | سپاهان اصفهان | ۱ – ۰       | تاج تهران | اصفهان                                                     |
|                 | حیدری ۲۲'     | کیهان ورزشی |           | ورزشگاه: باغ همایون تماشاگران: حدود ۹٬۰۰۰ داور: محمد صالحی |

| ۱ آذر ۱۳۵۳ ۲۰ | تاج تهران      | ۲ – ۱       | ملوان بندر پهلوی     | تهران                                                       |
| | مژدهی ۳۰'، ۵۶' | کیهان ورزشی | اسپندار ۳۹' (پنالتی) | ورزشگاه: آریامهر تماشاگران: بیش از ۳۰٬۰۰۰ داور: جعفر نامدار |
| یادداشت: تیم تاج دو هفته مانده به پایان لیگ قهرمان ایران شد عزیز اسپندار که بار اول ضربه پنالتی را زد منصور رشیدی توپ را مهار کرد ولی فیلدینگ کمک داور انگلیسی بازی اعلام کرد که رشیدی قبل از ضربه از جایش تکان خورده و پنالتی مجدداً تکرار شد که در تکرار این ضربه پنالتی گل شد |                |             |                      |                                                             |

| ۸ آذر ۱۳۵۳ ۲۱ | پاس تهران           | ۲ – ۱       | تاج تهران     | تهران                                                             |
|               | شرفی ۷' · صادقی ۵۶' | کیهان ورزشی | غ. مظلومی ۶۵' | ورزشگاه: امجدیه تهران تماشاگران: نزدیک به ۲۰٬۰۰۰ داور: داود حیدری |

| ۲۷ آذر ۱۳۵۳ ۲۲ (دربی ۱۶)                  | تاج تهران                | ۱ – ۲       | پرسپولیس تهران                           | تهران                                                         |
|                                           | غ. مظلومی ۵۹' · حق‌وردیان | کیهان ورزشی | ایرانپاک ۴۹' · حاج‌رحیمی‌پور ۶۴' · وطنخواه | ورزشگاه: امجدیه تهران تماشاگران: حدود ۲۸٬۰۰۰ داور: محسن زمانی |
| یادداشت: پانزدهمین شهرآورد تاج و پرسپولیس |                          |             |                                          |                                                               |

### بازی دوستانه
| ۲۴ بهمن ۱۳۵۲ | تاج تهران | ۱ – ۱ | استوا بخارست رومانی | تهران                            |
|              | مژدهی ۵۶' |       | آنجل یوردانسکو ۸۶'  | ورزشگاه: امجدیه داور: محمد صالحی |

| ۳ دی ۱۳۵۳ | استقلال قطر | ۰ – ۲   | تاج تهران                    | قطر                 |
|           |             | اطلاعات | پرویز مظلومی ۴۴' · نراقی ۶۰' | ورزشگاه: نادی القطر |

| ۵ دی ۱۳۵۳ | الاهلی قطر  | ۱ – ۳   | تاج تهران                    | قطر                 |
|           | ؟ نیمه دوم' | اطلاعات | مژدهی ۴'، ۱۰' · عادلخانی ۶۰' | ورزشگاه: نادی القطر |

منبع

## آمار فصل

### جایگاه در جدول

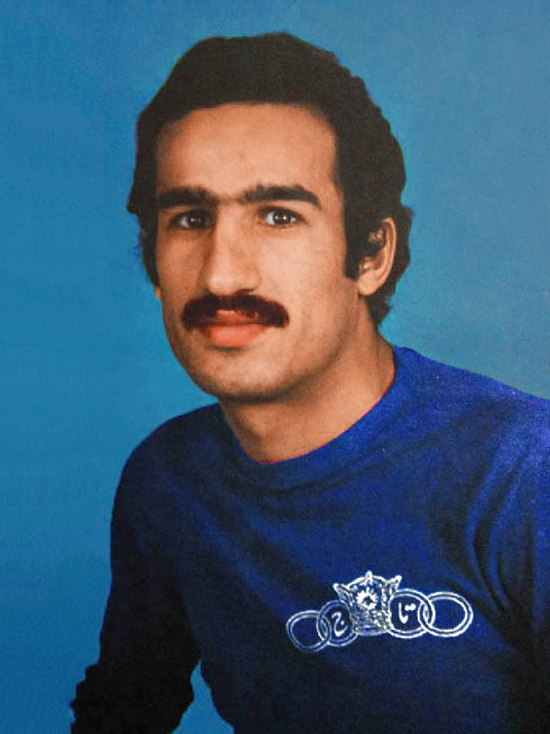
غلامحسین مظلومی بهترین گلزن تاج و آقای گل جام تخت جمشید ۱۳۵۳ برای دومین سال پیاپی با ده گل زده

| رده | باشگاه         | بازی | برد | مساوی | باخت | زده | خورده | تفاضل | امتیاز |
| --- | -------------- | ---- | --- | ----- | ---- | --- | ----- | ----- | ------ |
| ۱   | تاج تهران      | ۲۲   | ۱۵  | ۳     | ۴    | ۳۰  | ۱۴    | ۱۶+   | ۳۳     |
| ۲   | پرسپولیس تهران | ۲۲   | ۱۲  | ۷     | ۳    | ۳۲  | ۱۳    | ۱۹+   | ۳۱     |
| ۳   | همای تهران     | ۲۲   | ۱۳  | ۵     | ۴    | ۲۹  | ۱۶    | ۱۳+   | ۳۱     |

 *هر برد ۲ امتیاز داشته‌است.

### تعداد بازی
| #  | بازیکن             | تعداد بازی    |
| #  | بازیکن             | لیگ تخت جمشید |
| -- | ------------------ | ------------- |
| ۱  | کارو حق‌وردیان      | ۲۲            |
| ۲  | علی جباری          | ۲۱            |
| ۳  | غلامحسین مظلومی    | ۲۱            |
| ۴  | منصور پورحیدری     | ۲۰            |
| ۵  | عباس نوین‌روزگار    | ۲۰            |
| ۶  | مسعود مژدهی        | ۱۸            |
| ۷  | اکبر کارگرجم       | ۱۷            |
| ۸  | ناصر حجازی         | ۱۵            |
| ۹  | عزت جانملکی        | ۱۵            |
| ۱۰ | جواد قراب          | ۱۵            |
| ۱۱ | هادی نراقی         | ۱۴            |
| ۱۲ | حسن روشن           | ۱۴            |
| ۱۳ | سعید باغوردانی     | ۱۲            |
| ۱۴ | محمدرضا عادلخانی   | ۱۱            |
| ۱۵ | آندرانیک اسکندریان | ۱۰            |
| ۱۶ | نصرالله عبداللهی   | ۱۰            |
| ۱۷ | منصور رشیدی        | ۹             |
| ۱۸ | مهرداد زمان‌زاده    | ۷             |
| ۱۹ | حسن نگارش          | ۵             |
| ۲۰ | پرویز مظلومی       | ۲             |

### جدول گلزنان
| ردیف | گلزنان            | جام تخت جمشید | جمع |
| ---- | ----------------- | ------------- | --- |
| ۱    | غلامحسین مظلومی   | ۱۰            | ۱۰  |
| ۲    | علی جباری         | ۵             | ۵   |
| ۲    | مسعود مژدهی       | ۵             | ۵   |
| ۴    | هادی نراقی        | ۴             | ۴   |
| ۵    | حسن روشن          | ۲             | ۲   |
| ۵    | محمدرضا عادلخانی  | ۲             | ۲   |
| ۷    | کارو حق‌وردیان     | ۱             | ۱   |
| ۷    | گل به خودی حریفان | ۱             | ۱   |
|      | جمع               | ۳۰            | ۳۰  |

### آقای گل
غلامحسین مظلومی با ده گل زده به همراه عزیز اسپندار مهاجم تیم ملوان انزلی به عنوان آقای گلی در این فصل از لیگ تخت جمشید دست یافتند. جدول گلزنان دومین دوره لیگ تخت جمشید به این ترتیب است : 
| رتبه | نام             |    | باشگاه |
| ---- | --------------- | -- | ------ |
| ۱    | غلامحسین مظلومی | ۱۰ | تاج    |
| ۱    | عزیز اسپندار    | ۱۰ | ملوان  |
| ۲    | اصغر شرفی       | ۹  | پاس    |
| ۳    | غفور جهانی      | ۸  | ملوان  |
| ۳    | مسعود آذری      | ۸  | راه‌آهن |

### کاپیتان‌های فصل
| رده | نام            | جام تخت جمشید | جمع |
| --- | -------------- | ------------- | --- |
| ۱   | علی جباری      | ۲۱            | ۲۱  |
| ۲   | منصور پورحیدری | ۱             | ۱   |

- فقط کاپینانهایی که بازی را شروع کرده‌اند در این جدول قرار گرفته‌اند و کاپیتانهای تعویضی محاسبه نشده‌اند.

## نگارخانه

قهرمانی تاج در تخت جمشید
یازی آخر لیگ در برابر پرسپولیس، دربی پانزدهم
گلزنی حسن روشن در دربی در دقیقه ۸۸
گلزنی غلامحسین مظلومی در بازی با هما تهران در هفته هجدهم لیگ
جدال لئون دیمیتریو ملی پوش رومانیایی با اکبر کارگرجم در بازی دوستانه تاج و استوا بخارست رومانی

## سایر ورزشها
- در هفتمین دوره بازیهای آسیایی که در روزهای ۱۰ تا ۲۵ شهریور ۱۳۵۲ در تهران انجام شده در ۱۶ رشته ورزشی انجام شده از مجموع ۱۲۲۳ مدال توزیع شده ۱۳۶ مدال طلا - نقره - برنز نصیب تیم ایران گردید و از ۱۴۶ مدال تیم ایران ۴۹ مدال به قهرمانان وابسته به سازمان ورزشی و فرهنگی تاج تعلق گرفت.
- در وزنه‌برداری: حافظ حسنی (یک طلا – دو نقره)، نصرالله دهنوی (سه نفره)
- در کشتی فرنگی: حسین تهرانیان (طلا). جلال کریمی (طلا)، مشتاقی (طلا)، نظافت دوست (نقره)
- در مشت‌زنی: دلارام (طلا)، انداوه (طلا). انصاری (نقره)، پور افتخاری (نقره)
- در دوچرخه سواری: خسرو حق کا (یک طلا، یک نقره، یک برنز)، اسماعیل زینعلی (طلا)، غلامحسین کوهی (یک طلا، یک‌نفره)، علی پور مهر (نقره)، حسین بهارلو (نقره)
- در تنیس: تقی اکبری (نقره)، حسین اکبری (برنز)، کامبیز درخشی جوان (برنز)
- در شمشیر بازی: ژیلا الماسی (طلا)، پرویز الماسی (برنز)، احمد اکبری (برنز)
- در واترپلو: حداد گودرزی، احمد یاقوتی، طهمورث راستین، حیدر شنجانی (طلا)
- در فوتبال: ناصر حجازی، منصور رشیدی، اکبر کارگرجم، عزت جانملکی، کارو حق‌وردیان، علی جباری، غلامحسین مظلومی، حسن روشن، محمدرضا عادلخانی (طلا)
- در دو و میدانی: رضا انتظاری (دو نفره و یک برنز)، هوشنگ ارشدی (برنز)، قاسم کویتی‌پور (برنز)، فرامرز آصف (برنز)، سلمان حسام (برنز)، فخرالدین عالمشاه (برنز)
- در مسابقات دوچرخه سواری قهرمانی باشگاه‌های تهران تیم‌های تاج و دیهیم و افسر به مقام‌های اول و دوم و سوم دست یافتند
- در مسابقات دو صحرانوردی قهرمانی باشگاه‌های تهران که با شرکت ۴۵ دونده از ۹ تیم و به مسافت ۸ کیلومتر برگزار شد تیم تاج با ۱۸ امتیاز به مقام قهرمانی این دوره از مسابقات رسید و تیمهای صنعت نفت و سعادت و افسر به مقامهای بعدی دست یافتند
- در مسابقات دو و میدانی بانوان یادبود ژانت کمند صدیق که در اصفهان برگزار شد تیم بانوان تاج به مقام قهرمانی رسید
- در مسابقات وزنه‌برداری قهرمانی باشگاه‌های تهران تیم تاج با ۱۰۰ امتیاز قهرمان شد و تیمهای شهدا و پولاد دوم و سوم شدند
- در مسابقات بسکتبال قهرمانی باشگاه‌های تهران، دختران تیم تاج توانست به مقام قهرمانی این دوره از مسابقات برسد
- در مسابقات والیبال جام دنیای ورزش که با شرکت تیمهای باشگاه‌های تهران برگزار شد تیم تاج موفق به کسب مقام قهرمانی این دوره از مسابقات شد
- در مسابقات والیبال باشگاه‌های تهران تیم والیبال باشگاه تاج پس ار تیمهای هما و پاس به مقام سوم باشگاه‌های تهران رسید
- تیم والیبال بانوان تاج برای دومین سال پیاپی به مقام قهرمانی باشگاه‌های تهران دست بافت و تیمهای باس و هما به مقام‌های بعدی دست یافتند.

نتایج دیدارهای تیم تاج در این دوره از مسابقات به شرح زیر است
تاج ۲ صنعت نفت ۰، تاج ۲ پیروز ۰، تاج ۲ دژبان ۰، تاج ۲ شهباز ۰، تاج ۲ دخانیات ۱
تاج ۳ برق ۱، تاج ۳ ایران امروز ۰، تاج ۳ هما ۰ تاج ۳ دخانیات ۰، تاج ۲ ایرانا ۰
- در مسابقات کشتی آزاد قهرمانی باشگاه‌های تهران تیم باشگاه تاج با ۴۵ امتیاز به مقام قهرمانی این دوره از مسابقات رسید و تیم اقبال و افسر در جایگاه‌های دوم و سوم قرار گرفتند. در این مسابقات تاجی‌ها به رهبری ناصر گیوه‌چی و کهندل و محمود معزی‌پور به میدان رفتند
- در مسابقات کشتی فرنگی قهرمانی باشگاه‌های تهران تیم تاج با ۷ مدال طلا و نقره به مقام قهرمانی رسید و تیم افسر تاج به مقام دوم و تیم پله به مقام سوم رسید
- در اولین دوره مسابقات قهرمانی هاکی باشگاه‌های تهران تیم هاکی تاج توانست با ۱۲ امتیاز به مقام قهرمانی باشگاه‌های تهران دست یابد و تیمهای پرسپولیس و آرارات در رده‌های بعدی قرار گرفتند
- در دومین دوره مسابقات ماکی قهرمانی باشگاه‌های تهران تیم تاج پس از تیمهای تهران جوان و پرسپولیس در مکان سوم قرار گرفت
- در مسابقات پرورش اندام (آقای تهران) تیم تاج به مقام نایب قهرمانی رسید و رحمت‌الله عظیمی از باشگاه تاج عنوان آقای تهران را به دست آورد
- در مسابقات تنیس جام دیویس تیم ایران که اکثر آن از بازیکنان تیم تاج بودند در مسابقات شرکت کردند

## یادکرد منابع
1. ↑  وبگاه مسابقات، «گپی با رایکوف در بین دو نیم‌فصل»، شمارهٔ ۲۰۹ مجلهٔ دنیای ورزش، ۶ مهر ۱۳۵۳.
2. ↑  «مروری بر ادوار لیگ تخت جمشید»،  گل، ش ۱۰۰۷.
3. 1 2  «تاج ۱۳۵۳»،  وبگاه مسابقات.
4. 1 2  «تاج قهرمانی را پس گرفت»،  شرق، ش ۱۳۲۳، ص ۸.
5. ↑  احمدی، علی‌اکبر (۱۳۸۸). تاریخچه کامل باشگاه از دوچرخه سواران و تاج تا استقلال. تهران: انتشارات پایگان. صص. ص ۴۱۵ تا ص ۴۱۹. شابک ۹۷۸-۶۰۰-۵۰۹۶-۵۷-۶.
6. ↑  احمدی، علی‌اکبر (۱۳۸۸). تاریخچه کامل باشگاه از دوچرخه سواران و تاج تا استقلال. تهران: انتشارات پایگان. صص. ص ۲۴۲. شابک ۹۷۸-۶۰۰-۵۰۹۶-۵۷-۶.
7. ↑  احمدی، علی‌اکبر (۱۳۸۸). تاریخچه کامل باشگاه از دوچرخه سواران و تاج تا استقلال. تهران: انتشارات پایگان. صص. ص ۴۱۹. شابک ۹۷۸-۶۰۰-۵۰۹۶-۵۷-۶.